# Iglesia de San Lorenzo (Almancil)
La iglesia de São Lourenço, también conocida como de São Lourenço de Matos, es una iglesia católica situada en la freguesia de Almancil, concelho de Loulé, en la región portuguesa del Algarve. Erigida a fines del siglo XVII o principios del XVIII, está dedicada a San Lorenzo.
De exterior relativamente sobrio, pese a sus elementos barrocos (fachada principal rematada por frontón triangular con volutas y pórtico de líneas rectas, al que se sobrepone un ventanal con frontón interrumpido), su interior es de nave única con altares laterales y capilla mayor cubierta con cúpula esférica, todo él enteramente revestido de azulejos, incluida la cúpula, lo que constituye un caso singular.

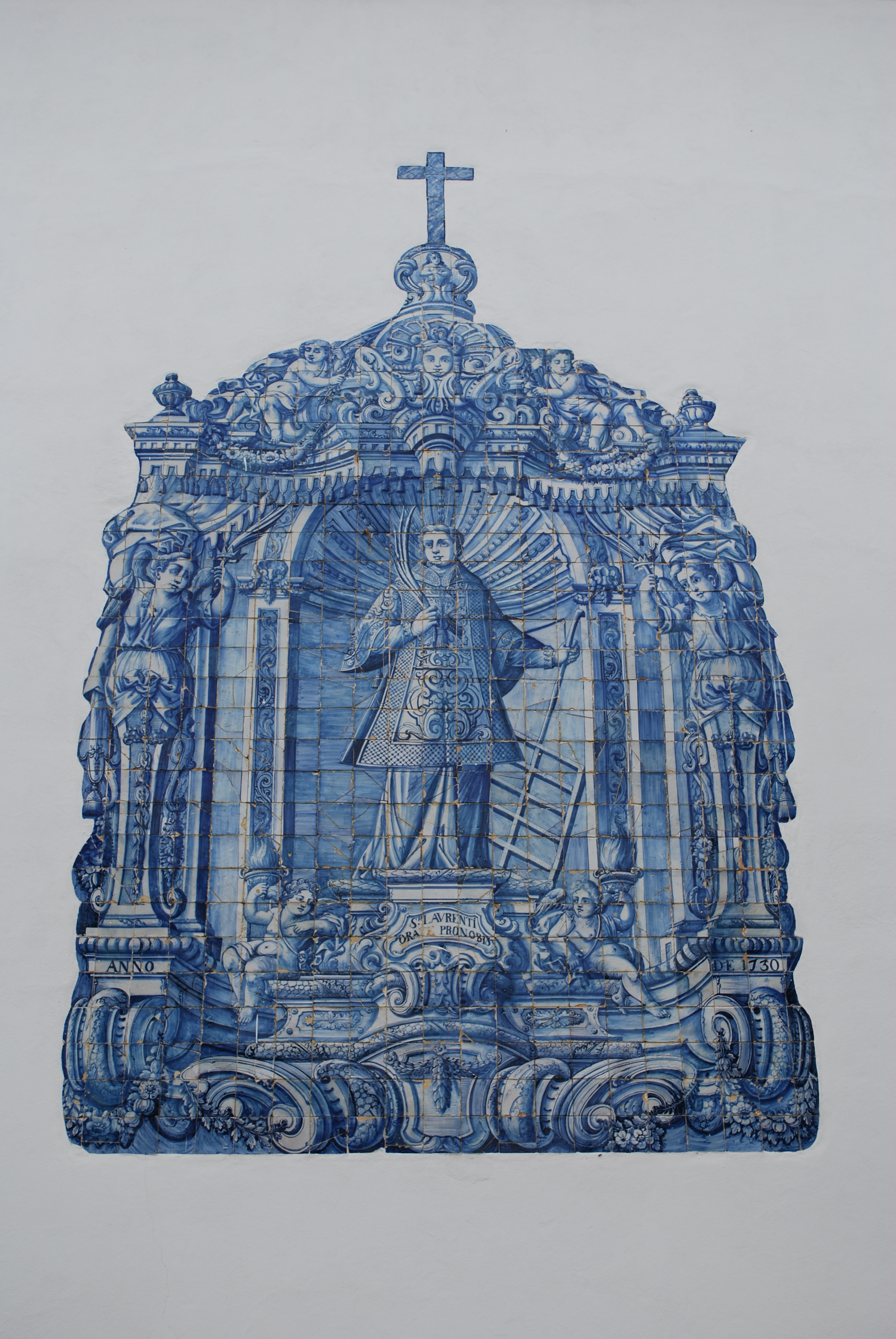
Azulejo situado en una fachada lateral

Los paneles de azulejos están fechados en 1730 y firmados, en una ostensible cartela situada sobre la puerta principal, por Policarpo de Oliveira Bernardes, uno de los componentes del llamado "ciclo de los maestros" de la azulejería portuguesa. Los ocho paneles de las paredes (dos en los laterales de la capilla mayor y tres a cada lado de la nave) representan diversas escenas de la vida y milagros de San Lorenzo, concluyendo con su martirio quemado vivo en una parrilla. Los doce pilares laterales presentan alegorías de otras tantas virtudes conducentes a la santidad, mientras en el coro aparecen las tres virtudes teologales. En la bóveda las escenas muestran la entrada en el reino celestial de San Lorenzo, siendo recibido por la Santísima Trinidad. En la cúpula, por último, se muestra la coronación de San Lorenzo, completando así un programa iconográfico coherente. Los efectos escenográficos de la cúpula, casi un trampantojo, sugieren que el autor, además de la experiencia obtenida como discípulo de su padre, el también artista del azulejo António de Oliveira Bernardes, había estudiado tratados eruditos de escenografía y perspectiva.
Pese a la firma, la autoría de los paneles de las paredes, que no fueron elaborados in situ, sino transportados por barco, ha sido puesta en duda por algún autor y atribuida a algún artista próximo a Policarpo de Oliveira, quizá un tal Joanino Cycle, siguiendo las indicaciones del maestro. La duda se sustenta en que la escritura notarial para contratar la decoración de azulejos no fue suscrita directamente con el artista, sino con los maestros albañiles que construyeron la iglesia -los hermanos Borges-, que se comprometieron a proporcionar y colocar los azulejos en un plazo de pocos meses, por lo que parte de ellos pudieron ser comprados a otro artista vecino de Bernardes. En todo caso, ese mismo autor corrobora que la cúpula presenta la técnica característica de Bernardes.
Además de los azulejos, en interior de la iglesia destaca el retablo de la capilla mayor en talla dorada, de estilo barroco, atribuido al importante imaginero algarvio Manuel Martins.
La iglesia de San Lorenzo de Almancil fue clasificada como "monumento de interés público" el 2 de enero de 1946.